# Acontia viridescens
Acontia viridescens là một loài bướm đêm trong họ Noctuidae.